# Nemesládony
Nemesládony je vas na Madžarskem, ki upravno spada pod podregijo Csepregi Železne županije.